# Seleção Albanesa de Futebol de Areia
A Seleção Albanesa de Futebol de Areia representa a Albânia nas competições internacionais de futebol de areia (ou beach soccer). É controlada pela Associação de Futebol da Albânia (FSHF), entidade que organiza a modalidade no país.